# 매즈 빈딩

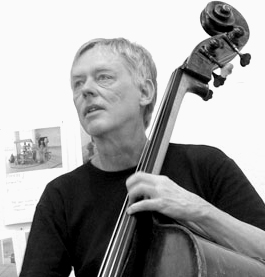

매즈 빈딩(Mads Vinding, 1948년 12월 7일 ~ )은 덴마크의 재즈 콘트라베이스 연주자이다.

## 생애
16세부터 전문적으로 활동하기 시작하여 총 600장 이상의 앨범을 녹음했다. 허비 행콕, 웨인 쇼터, 스탄 게츠, 개리 버튼, 베니 굿먼, 쳇 베이커, 프레드 허쉬, 리 코니츠, 듀크 조단 등 많은 유명 연주자들과 작업하였다.

## 디스코그래피
- Mads Vinding Group (Cosmos Collector, 1977)
- The Kingdom (Stunt, 1998)
- Daddio Don (Stunt, 2000)
- Six Hands Three Minds One Heart (Stunt, 2002)
- Over the Rainbow (Cope, 2002)
- Two Basses (ZYX/Touche/Weaving, 2005)
- Abrikostræet (Calibrated, 2005)
- In Our Own Sweet Way (Storyville, 2009)
- Open Minds (Storyville, 2011)
- Composing (Storyville, 2015)[1]
- Yesterdays (Stunt, 2017)